# Twineham
Twineham – wieś w Anglii, w hrabstwie West Sussex, w dystrykcie Mid Sussex. Leży 43 km na wschód od miasta Chichester i 61 km na południe od Londynu. W 2001 miejscowość liczyła 271 mieszkańców.